# Ectoplasma
El ectoplasma es la región periférica de la célula, la cual carece de orgánulos y es de menor densidad que el endoplasma.  Está en contacto directo con la membrana plasmática. Contiene iones de calcio, magnesio y potasio. Presenta microtúbulos y microfilamentos que forman el citoesqueleto. Los microfilamentos forman la red terminal.
Es gelatinoso y se encuentra debajo de la membrana plasmática.